# Limpiville
Limpiville é uma comuna francesa na região administrativa da Normandia, no departamento de Sena Marítimo. Estende-se por uma área de 4,22 km². Em 2010 a comuna tinha 382 habitantes (densidade: 90,5 hab./km²).